# Hilmar Feetz
Hilmar Feetz (* 24. März 1940) ist ein ehemaliger deutscher Fußballspieler. Von 1962 bis 1972 bestritt er 212 Punktspiele für die BSG Wismut Gera. 1966/67 spielte er für die BSG Wismut in der DDR-Oberliga, der höchsten Spielklasse im DDR-Fußball. Dort absolvierte er 22 Punktspiele, in denen er zwei Tore erzielte.

## Sportliche Laufbahn
Bis 1962 spielte Hilmar Feetz bei der fünftklassigen Betriebssportgemeinschaft (BSG) Chemie im thüringischen Rositz. Zu Beginn der Saison 1962/63 wechselte er zur BSG Wismut Gera in die zweitklassige DDR-Liga. Mit 18 Punktspieleinsätzen in der 26-Runden-Saison spielte er sich sofort in den erweiterten Spielerstamm. Ab 1963/64 spielte die DDR-Liga mit 30 Runden, von denen Feetz 27 Spiele bestritt und dabei seine ersten neun Punktspieltore für Gera erzielte. Nach 29 Punktspielen und fünf Toren 1964/65 war er in der Saison 1965/66 mit 26 Einsätzen und zehn Treffern entscheidend am Aufstieg der BSG Wismut in die Oberliga beteiligt. Zusammen mit Otto Skrowny war er bester Torschütze der Geraer geworden.
In der Oberligasaison 1966/67 konnte sich Feetz weiter als Stammspieler behaupten. Er fehlte nur bei vier der 26 Punktspiele, wurde zunächst als Stürmer, später im Mittelfeld eingesetzt. Die BSG Wismut erreichte nur vier Siege, hatte mit 27:57 das schlechteste Torverhältnis und stieg als Tabellenletzter nach einem Jahr wieder aus der Oberliga ab. Da Feetz nur zwei Tore geschossen hatte, war auch er für die geringen Torausbeute der Geraer verantwortlich.
In den folgenden fünf Spielzeiten spielte Feetz mit Wismut Gera wieder in der DDR-Liga. Bis 1970 war er weiterhin Stammspieler (70 Einsätze bei 90 Punktspielen). Nachdem er 1969/70 noch alle 30 DDR-Ligaspiele bestritten hatte und auch mit zehn Treffern erfolgreich gewesen war, kam er 1970/71 nur auf sieben Punktspiele ohne Torerfolg. 31-jährig spielte er 1971/72 seine letzte Saison in der DDR-Liga, in der er 13 von 22 Punktspielen absolvierte und mit seinen sieben Toren noch einmal seine Treffsicherheit unter Beweis stellte. Anschließend beendete er seine leistungssportliche Laufbahn.